# Przytulia krakowska
Przytulia krakowska (Galium cracoviense Ehrend) – gatunek rośliny należący do rodziny marzanowatych.

## Rozmieszczenie geograficzne
Endemit Wyżyny Krakowsko-Częstochowskiej. Rośnie na kilku stanowiskach w okolicach Olsztyna.

## Morfologia
ŁodygaDo 15 cm wysokości.
LiściePo 6-7 w okółkach, wąskie, odwrotnie lancetowate, o długości 3-10 mm.
KwiatyBiałe, drobne, o średnicy 2-3,5 mm, zebrane w luźny, skąpokwiatowy kwiatostan.
OwoceBrodawkowane rozłupki.

## Biologia i ekologia
Bylina. Rośnie w murawach naskalnych na wychodniach wapieni jurajskich i w murawach kserotermicznych. Kwitnie w maju i czerwcu. Liczba chromosomów 2n=22. 

## Zagrożenia i ochrona
Gatunek objęty w Polsce ścisłą ochroną.
Roślina umieszczona na Czerwonej liście roślin i grzybów Polski (2006) w grupie gatunków rzadkich (kategoria zagrożenia: R). W wydaniu z 2016 roku otrzymała kategorię VU (narażony).
Znajduje się także w Polskiej Czerwonej Księdze Roślin w kategorii VU (narażony).